# Elezioni parlamentari in Germania del novembre 1933
Le elezioni parlamentari in Germania del novembre 1933 si tennero il 12 novembre. Furono le prime elezioni in seguito all'approvazione del decreto dei pieni poteri a marzo. Tutti i partiti d'opposizione furono proibiti, e fu presentata agli elettori una lista unica che comprendeva esclusivamente nazisti e 22 indipendenti filonazisti, tra i quali Alfred Hugenberg, che in realtà supportavano pienamente il regime di Adolf Hitler.
Queste elezioni furono l'esempio per tutte le altre elezioni e referendum che si tennero nella Germania nazista. Secondo i risultati ufficiali, l'affluenza fu del 96%, ed il 92,11% dei votanti approvò la lista unica. Il voto era palese, cosicché molti elettori temevano che chi avesse votato no sarebbe stato scoperto e punito per questo. In alcune circoscrizioni, delle rappresaglie colpivano gli elettori se osavano votare no e persino se sbagliavano. Nonostante ciò, le schede nulle furono 3,3 milioni. Lo stesso giorno si tenne un referendum sulla decisione di Hitler di uscire dalla Società delle Nazioni, che fu approvato dal 95,1% degli elettori con un'affluenza del 96,3%. Il nuovo Reichstag, composto esclusivamente da membri e simpatizzanti del Partito Nazionalsocialista Tedesco dei Lavoratori, si riunì il 12 dicembre per eleggere un Presidium guidato dal Presidente del Reichstag Hermann Göring.

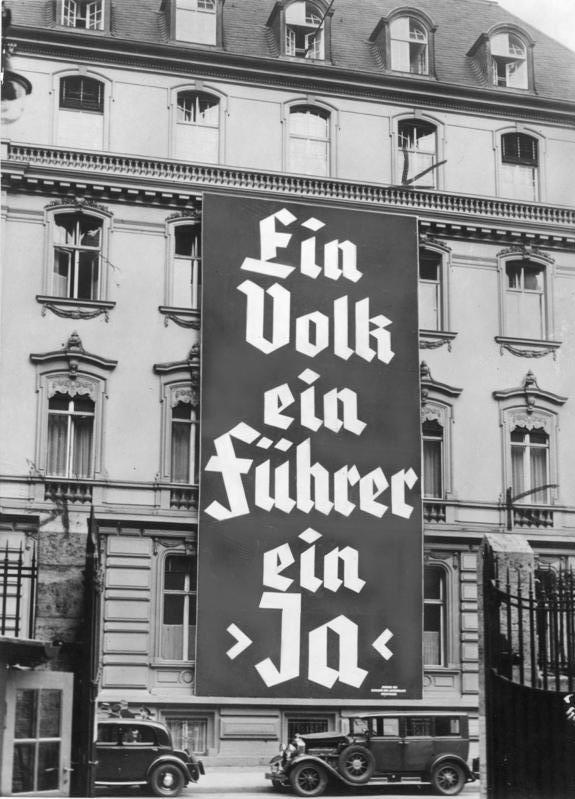
Poster di propaganda con lo slogan Un popolo, un Führer, un "Sì".

## Risultati
| Partito                                           | Voti       | %     | Seggi |
| ------------------------------------------------- | ---------- | ----- | ----- |
| Partito Nazionalsocialista Tedesco dei Lavoratori | 39 655 224 | 92.11 | 661   |
| Contro                                            | 3 398 249  | 7.89  | –     |
| Schede bianche/nulle                              | 3 398 249  | 7.89  | –     |
| Totale                                            | 43 053 473 | 100   | 661   |
| Elettorato/affluenza                              | 45 178 701 | 95.30 | –     |
| Fonte: Nohlen & Stöver                            |            |       |       |